# Arath de la Torre
Arath de la Torre Balmaceda (Cancún, 20 de marzo de 1975) es un actor de televisión, actor de teatro, actor de cine, presentador, productor,escritor y director mexicano. Es conocido por participar en programas de televisión como  La Parodia, El privilegio de mandar, Los simuladores, Simón dice y La casa de los famosos México, y en telenovelas como Soñadoras, Amigas y rivales, Una familia con suerte, Antes muerta que Lichita, Caer en tentación y Mi marido tiene más familia.

## Carrera
Hizo sus estudios de preparatoria en el Colegio de Bachilleres de Cancún DOS. A la edad de 17 años, Arath dejó Cancún para estudiar en el Centro de Educación Artística en la Ciudad de México. En 1994 hizo su debut en la telenovela Agujetas de color de rosa como un cliente en la torteria de Aaron. En 1995  en la telenovela Caminos cruzados para Televisa, principal proveedor de señal televisiva en México. El actor se caracteriza por su sentido del humor y capacidad de interpretar varios tipos de personajes.
Aunque hizo papeles secundarios en muchas telenovelas, realizó roles estelares en algunos melodramas como Tú y yo, Soñadoras, Alegrijes y rebujos y Zacatillo, un lugar en tu corazón.
En 1998 realiza su primer protagónico en la telenovela Soñadoras, le seguiría otro rol protagónico en 2001 dentro de la telenovela Amigas y rivales interpretando a Roberto de la O Terán. En 2004, hace su voz de doblaje en la película, El espantatiburones de DreamWorks Animation, quien dobla la voz de Oscar, misma que la interpretó el actor Will Smith. Posteriormente en 2011, realiza su tercer protagónico en Una familia con suerte, donde interpretó al carismático Pancho López y compartió créditos con Mayrín Villanueva, Luz Elena González, Daniela Castro, Sergio Sendel y la primera actriz Alicia Rodríguez. En 2013 realizó una participación especial en la telenovela Porque el amor manda, interpretando el mismo papel que interpretó en Una familia con suerte.
En 2011 fue denominado "MR. Amigo en la ciudad de Heroica Matamoros
En 2014 da su salto internacional con la producción "Hada Madrina" dirigida por el director de cine español Biel Fuster, en esta serie, Arath interpretó al personaje del Presidente del Consejo de Magia.
En 2015, protagoniza la telenovela Antes muerta que Lichita a lado de Maite Perroni y comparte créditos con Eduardo Santamarina, Ingrid Martz y Chantal Andere.
En 2017 participa en la telenovela Caer en tentación, donde por primera vez en su carrera interpreta a un villano y comparte créditos con Silvia Navarro, Gabriel Soto, Adriana Louvier y Carlos Ferro.
En 2018 se integra a la segunda temporada de la telenovela Mi marido tiene familia, interpretando por tercera ocasión al carismático Pancho López, el protagonista de Una familia con suerte y comparte créditos con Zuria Vega, Daniel Arenas, Diana Bracho, Susana González,  Silvia Pinal, Carmen Salinas, Gabriela Platas y nuevamente con Mayrín Villanueva y Gabriel Soto. 
El mismo año protagoniza la serie de comedia Simón dice junto con Nora Salinas, Dalilah Polanco, Ricardo Fastlicht, Claudia Acosta, Sergio Ochoa, Carlos Speitzer y María Chacón, bajo la producción de Pedro Ortiz de Pinedo. 
En 2019 participa en la telenovela Juntos el corazón nunca se equivoca, protagonizada por Emilio Osorio y Joaquín Bondoni, junto con Leticia Calderón, Víctor González y Laura Flores, y nuevamente con Sergio Sendel, Gabriela Platas y Silvia Pinal.

## Vida personal
Está casado con Susy Lu con quien tiene tres hijos: Gala, Lía y Lucca.

## Trayectoria

### Telenovelas
- Juntos el corazón nunca se equivoca (2019) - Francisco "Pancho" López[3]
- Mi marido tiene familia (2018-2019) - Francisco "Pancho" López
- Caer en tentación (2017-2018) - Andrés Becker
- Antes muerta que Lichita (2015-2016) - Roberto Duarte
- Cásate conmigo, mi amor (2013) - Marcelo Tablas
- Porque el amor manda (2013) - Francisco "Pancho" López
- Una familia con suerte (2011-2012) - Francisco "Pancho" López
- Zacatillo, un lugar en tu corazón (2010) - Carretino Carretas
- Alegrijes y rebujos (2003-2004) - Matías Sánchez
- Amigas y rivales (2001) - Roberto De la O Terán
- Cuento de Navidad (1999-2000) - José
- Soñadoras (1998-1999) - Adalberto "Beto" Roque
- Mi pequeña traviesa (1998) - Hugo #2
- Salud, dinero y amor (1997-1998) - Francisco José "Pancho" Martínez
- Tú y yo (1996-1997) - Javier Álvarez Albarrán
- Para toda la vida (1996) - Amadeo
- La paloma (1995) - Cocolizo
- Caminos cruzados (1994-1995) - Rubén
- Agujetas de color de rosa (1994-1995) - Cliente tortería

### Webnovelas
- Te presento a Valentín (2012): Valentín/Leo

### Series
- Está libre (2024)[4]
- Dr. Cándido Pérez (2021) - Dr. Cándido Pérez[5]
- Relatos Macabrones (2020) - Necio[6]
- Simón dice (2018-2019) - Simón Gutiérrez
- Burócratas (2016) - Ricardo
- Los simuladores (2008-2009) - Emilio Vargas
- El privilegio de mandar (2005-2006;2022-presente) - Roberto Madrazo / Cuauhtémoc Cárdenas / René Bejarano / Adán Augusto López / Alejandro Moreno
- La Parodia (2002-2007) - Varios personajes

### Programas de TV
- La casa de los famosos México (2024) - 4.º finalista.[7]
- Cero Ruido (2024) ... Participante
- Humor sin barreras (2023) ... El mismo[8]
- El retador (2022) ... El mismo[9]
- Hoy (2021-presente) ... Conductor
- ¿Quién es la máscara? (2020) ... Xolo
- Miembros al Aire (2016-2017) ... Conductor
- Esta noche con Arath (2016) ... Conductor
- México Suena de noche (2013) ... Conductor
- La Hora de la Papa (2007) ... Conductor
- Big Brother VIP (2002) ... Él mismo
- ¿que nos pasa? (1998) ... Actor

### Cine
- Dos más Dos (2022)
- Los trapos sucios se lavan en casa (2020)
- Cómplices (2018) - Jesús Campos
- Plan V (2018)
- Busco novio para mi mujer (2016) - Paco
- La dictadura perfecta (2014) - Poncho
- Veritas: El Príncipe de la Verdad (2006) - Danny
- La tregua (2003) - Esteban Santomé
- Inspiración (2001) - Gabriel

### Doblaje
- Huevitos Congelados (2022) - Barba Jan
- El Secreto del Medallón de Jade (2013) - Derek
- El espantatiburones (2004) - Oscar
- Magos y Gigantes (2003) - Titán Caradura

### Teatro
- Sugar (2019)
- Bajo Terapia (2017)
- Cuentas Muertas (2014)
- El Tenorio Cómico (2013)
- Las Obras Completas de William Shakespeare (2012)
- Una familia con suerte (2012)
- 39 escalones (2009)
- Una pareja de tres (2005)

### Vídeos musicales
- Niña amada mía (2003) de Alejandro Fernández.
- La otra mujer (2016) de Pandora.
- Buena suerte (2016) de Pandora.

## Premios y nominaciones

### Premios TVyNovelas
| Año  | Categoría                         | Programa/Telenovela               | Resultado |
| ---- | --------------------------------- | --------------------------------- | --------- |
| 2019 | Mejor actor                       | Mi marido tiene más familia       | Nominado  |
| 2018 | Mejor villano                     | Caer en tentación                 | Nominado  |
| 2016 | Mejor actor                       | Antes muerta que Lichita          | Nominado  |
| 2012 | Mejor actor                       | Una familia con suerte            | Nominado  |
| 2011 | Mejor actor coestelar             | Zacatillo, un lugar en tu corazón | Nominado  |
| 2007 | Mejor actor de comedia revelación | La Parodia                        | Ganador   |
| 2004 | Mejor actor de reparto            | Alegrijes y Rebujos               | Nominado  |
| 2003 | Mejor actor de comedia revelación | La Parodia                        | Ganador   |
| 1999 | Mejor revelación masculina        | Soñadoras                         | Nominado  |

### People en Español
| Año  | Categoría   | Telenovela             | Resultado |
| ---- | ----------- | ---------------------- | --------- |
| 2012 | Mejor Actor | Una familia con suerte | Nominado  |

### Premios Juventud 2016
| Categoría                | Telenovela               | Resultado |
| ------------------------ | ------------------------ | --------- |
| Mi protagonista favorito | Antes muerta que Lichita | Nominado  |